# Nordic Rail Service
Die Nordic Rail Service GmbH (NRS) wurde am 10. Juli 2003 als Betreibergesellschaft einer 2004 fertiggestellten Güterwagenwerkstatt gegründet. Seit dem 12. Dezember 2004 ist sie als öffentliches Eisenbahnverkehrsunternehmen (EVU) zugelassen und führt für die LHG Service-Gesellschaft mbH, deren Tochtergesellschaft sie ist, den Güterverkehr durch. Nordic Rail ist damit ein Beteiligungsunternehmen der Lübecker Hafengesellschaft (LHG). Die Zulassung als Eisenbahninfrastrukturunternehmen (EIU) besitzt die NRS seit dem 9. Juli 2004.
Die NRS ist sowohl auf den Strecken der Lübecker Hafenbahn als auch als Anschluss auf denen der Deutschen Bahn tätig. Sie erledigt den Güterverkehr auf rund 60 km Gleisen im Raum Lübeck (z. B. Lübeck Skandinavienkai, Lübeck Nordlandkai), deren Unterhaltung inklusive der Signaltechnik ebenfalls dazu gehört. Außerdem fährt der Nordic Rail Service mehrere hochwertige und schwere Güterzüge nach Mitteldeutschland und zurück. Teilweise sind die Loks sogar in Bremen gesichtet worden.

## Fahrzeuge
Es stehen sechs Lokomotiven zur Verfügung, es werden zwei Stadler Eurodual, eine Köf III, eine V60 und zwei modernisierte V100 Lokomotiven der ehemaligen Deutschen Reichsbahn eingesetzt. Die Lokomotiven der Baureihe V100 laufen unter den Bezeichnungen V100-004 und 203 107-8. Die Lokomotiven wurden von Alstom in Stendal umgebaut und nach Lübeck überführt. Seit 2021 besitzt der Nordic Rail Service zudem eine Baureihe V60, die unter der Bezeichnung V60 002 geführt wird. Sie ist für den leichten bis mittleren Rangierdienst im Lübecker Hafengebiet zuständig.
Der Nordic Rail Service besaß auch weitere Loks in der Vergangenheit. Dazu zählten unter anderem:
- V100 001[7]
- V100 002[8]
- V100 003[9]
- 2× Voith Gravita 10BB (gemietet)[10][11]
- MaK G 322
- 2× Voith Maxima 40CC

Außerdem betreibt der Nordic Rail Service seit 2004 eine Waggonwerkstatt, in der jährlich mehr als 1000 Güterwagen gewartet werden.
Die Waggonwerkstatt liegt nahe des Hauptbahnhof Lübeck, damit Wagen leichter in die Werkstatt überführt werden können.